# Mohamed Siad Barre
Pour les articles homonymes, voir Barre.
Mohamed Siad Barre (en somali : Maxamed Siyaad Barre ; en arabe : محمد زياد بري, Muhammad Ziād Barīy), né le 6 octobre 1919 à Shilabo (Éthiopie) et mort le 2 janvier 1995 à Lagos (Nigeria), est un officier et homme politique somalien, président de la Somalie entre 1969 et 1991.
Il est commandant de l'armée du gouvernement démocratique de Somalie lors de son accession à l'indépendance en 1960. Six jours après l'assassinat du président Abdirashid Ali Shermarke en 1969, il participe à un coup d'État et prend le pouvoir comme le dirigeant du Conseil suprême de la révolution (CSR). D’obédience communiste, il rebaptise le pays la République démocratique somalie et fonde le Parti socialiste révolutionnaire somalien comme parti unique en 1976. Avec le soutien de l'Union soviétique, il tente la modernisation par la nationalisation des banques, l'introduction de l'alphabet somali latin, et la promotion des fermes coopératives.
En 1977, il ordonne une invasion de l'Éthiopie dans le but d'annexer la région de l'Ogaden comme partie d'un projet de pansomalisme. Sa relation avec l'URSS se détériore en raison du soutien de Moscou à l'Éthiopie au cours de la guerre, et il s'allie alors avec les États-Unis. La défaite de la Somalie dans la guerre de l'Ogaden en 1978 provoque une série de rébellions dont la guerre d'indépendance du Somaliland (en) en 1981. Au cours des années 1980, son régime connaît un déclin économique qui contribue à une montée en puissance de l'opposition et de la tribalisation du pays. Simultanément, son régime devient de plus en plus dictatorial, adoptant des mesures répressives en réponse aux rébellions notamment le génocide des Isaaq. Il est renversé par la révolution somalienne en 1991 et s'enfuit en exil au Kenya puis au Nigeria, où il meurt quatre ans plus tard.

## Débuts militaires
Siyaad Barre est issu d'un clan de pasteurs Darod de la tribu Marehan, qui vivent près de la frontière de l'Ogaden. C'est un berger orphelin et sans parcours scolaire lorsqu'il devient auxiliaire des forces de la police coloniale italienne dans les années 1930. Devenu sous-officier, il étudie à l'Académie militaire italienne. Sa participation aux combats durant la Seconde Guerre mondiale, aux côtés des forces italiennes, est probable. En 1941, il rejoint le corps de gendarmerie mis en place par les Britanniques, qui ont pris le territoire. Il est le premier Somalien nommé à la tête d'une brigade de gendarmerie, et devient de ce fait un notable important,. En 1950, Siyad Barre est inspecteur-chef dans la police. En 1949, l'Organisation des Nations unies confie à l’Italie un mandat de dix ans sur le pays pour préparer l'indépendance. Siyaad Barre fait partie des premiers Somaliens envoyés en formation en 1954-55 à l'Académie des carabiniers à Florence. À l'indépendance, en 1960, il est nommé vice-commandant de l'armée.

## La conquête du pouvoir
En 1969, l'assassinat du président Abdirashid Ali Shermarke déstabilise la Somalie qui se retrouve au bord de la guerre civile. Mais le coup d'État mené par Siad Barre en compagnie de jeunes officiers évite au pays de plonger dans le chaos. Sous sa direction, la junte militaire promulgue le « socialisme scientifique » comme objectif à la Somalie. Il instaure la Deuxième République, décrète l'égalité des citoyens devant la loi en imposant notamment à une société traditionnelle l'égalité des sexes. Il instaure la gratuité des soins et de l'éducation, ce qui encourage plusieurs centaines de milliers de nomades à s'installer dans les villes et notamment à Mogadiscio. Nationaliste, il développe un culte de la personnalité et appuie les minorités nationales de l'extérieur (Kenya, Ogaden, Djibouti),,.

## Le jeu des alliances

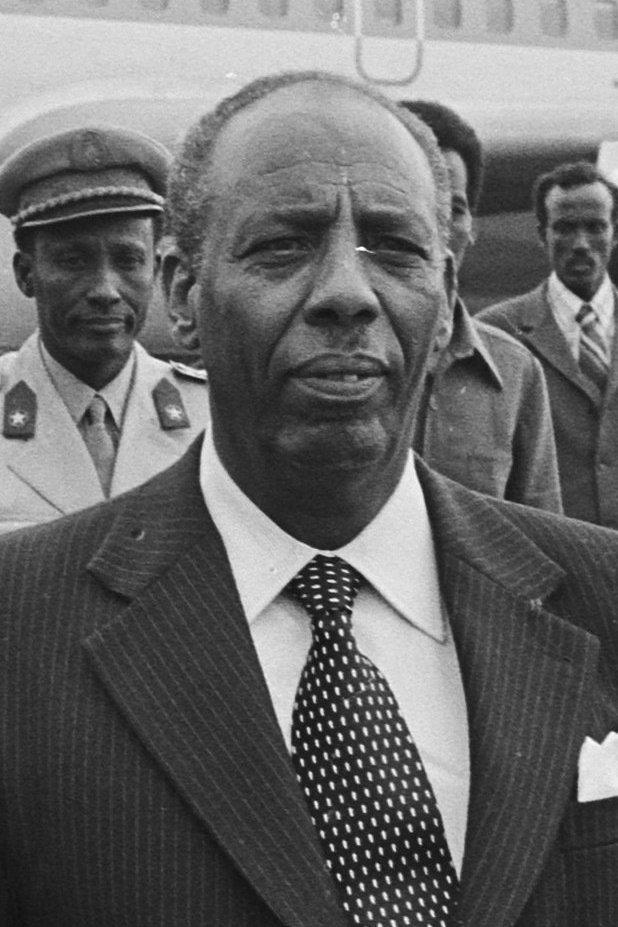
Le général Maxamed Siyaad Barre le 5 septembre 1978.

Durant la guerre froide, l'URSS et les États-Unis s'intéressent à la Somalie pour son positionnement géographique stratégique, à l'entrée de la mer Rouge. Le gouvernement de Siad Barre reçoit tout d'abord le soutien de l'URSS, qui livre d'importantes quantités d'armes à la Somalie depuis le début des années 1960, et qui peut en échange obtenir des bases militaires, même si l'alliance entre les deux pays s'avère difficile. En effet, Siad Barre, en dépit de sa réelle admiration pour le système soviétique, souhaite garder son indépendance vis-à-vis de l'URSS. Conscient de l'importance de son pays pour le dispositif soviétique en mer Rouge, il demande toujours plus d'aide au gouvernement soviétique, et garde en parallèle des relations cordiales avec l'Arabie saoudite et la Chine. Par ailleurs, l'irrédentisme somali radical de Siad Barre qui revendique la région éthiopienne de l'Ogaden peuplée majoritairement par des Somalis, indispose les Soviétiques, qui craignent de s'attirer les foudres des autres pays de l'Organisation de l'unité africaine (OUA), qui ont fixé le principe d'intangibilité des frontières.
La révolution éthiopienne de 1974, qui voit l'avènement d'un gouvernement plus favorable à l'URSS, rebat les cartes. Il perd définitivement le soutien soviétique en 1977, à la suite des tentatives somaliennes d'annexion de l'Ogaden, une région de l'Éthiopie peuplée par des Somalis qui est également soutenue par les Soviétiques. Siad Barre renvoie alors les conseillers soviétiques, rompt le traité d'amitié avec l'URSS, et se tourne vers l'Ouest. Les États-Unis entrent alors en scène et deviennent, jusqu'en 1989, un soutien de poids au régime, en versant environ 100 millions de USD par an en aide économique et militaire.
En 1977, Siad Barre joue un rôle important lorsque, les 17 et 18 octobre, un commando palestinien du nom de Martyr Halimeh, proche du Front populaire de libération de la Palestine et de la Fraction armée rouge, détourne le Vol 181 de la Lufthansa vers Mogadiscio. Le chancelier allemand Helmut Schmidt et Siyaad Barre négocient pour laisser l'unité de lutte antiterroriste GSG 9 intervenir sur l'aéroport de Mogadiscio afin de libérer les otages.

## La chute du régime
À la fin des années 1980, dans le Nord du pays, le Somali National Movement (SNM) du clan Isaaq, armé et entraîné par l'Éthiopie, s'oppose à Siad Barre et gagne rapidement du terrain. Une répression est menée par l'armée régulière sur les civils, faisant cinquante à soixante mille tués entre 1988 et 1990, ce qui en fait un des conflits les plus meurtriers sur le continent. Siad Barre est finalement destitué le 26 janvier 1991. Le SAIMR, une organisation parapublique de mercenaires anti-communistes et de suprématistes blancs, développée en Afrique du Sud durant l'apartheid, a orchestré le renversement du président Siad Barre, pourtant censé être protégé par les mercenaires sud-africains. Depuis, le SAIMR s’est taillé un fief en Somalie. Le régime de l'apartheid souhaitait utiliser la Somalie comme une plaque tournante pour le trafic d'armes au Moyen-Orient.
Ali Mahdi Muhammad succède à Siad Barre jusqu'en novembre 1991, sans jamais réussir à s'imposer politiquement et militairement sur l'ensemble du territoire. Après avoir quitté Mogadiscio en janvier 1991, Siad Barre reste dans le sud-ouest du pays, région contrôlée par son gendre Mohamed Said Hersi (en). Il essaie par deux fois de reprendre le pouvoir à Mogadiscio, mais, en mai 1992, il est mis en déroute par l'armée du général Mohamed Farrah Aidid et est contraint à l'exil. Il part pour Nairobi, mais, au bout de deux semaines, devant la levée de boucliers de groupes d'opposition ayant le soutien du gouvernement kényan, il s'installe finalement au Nigeria. L'Italie refusera de lui porter asile. Il meurt le 2 janvier 1995 à Lagos d'un infarctus du myocarde. Ses restes sont inhumés dans sa ville natale en Somalie.